# Батагайка
Батагайський кратер (або Батагайка) — термокарстова западина в районі хребта Черського у Верхоянському районі Сахи (Росія). Є найбільшою ерозійною формою утвореною внаслідок танення багаторічної мерзлоти у світі.

## Опис
Западина є постійно зростаючим проваллям у вічній мерзлоті довжиною 1 км і глибиною до 100 м. Розташована в східно-сибірської тайзі в 10 км на південний схід від селища Батагай, в 5 км на північний схід від селища Есе-Хайя і приблизно в 660 км на північний схід від столиці республіки Саха міста Якутська. Кратер названий на честь річки Батагайки, правої притоки річки Яни, що знаходиться неподалік. Земля почала просідати через танення вічної мерзлоти в 1960-х роках після вирубки навколишнього лісу. 
Повінь також сприяла розширенню кратера. Палеонтологи виявили в кратері скам'янілості льодовикового періоду, що опинились під завалами в багнюці вздовж краю кратера. Краї западини вкрай нестійкі, що призводить до регулярних зсувів через танення вічної мерзлоти. Кратер в даний час збільшується в розмірах Вік вічної мерзлоти в якій знаходиться кратер оцінюється в 650 тис. років.
Нижче кратера, яри ведуть до річки Батагайки. У міру того, як все більше матеріалу на дні провалля тане і стає більш пухким, все більша його поверхня відкривається для впливу повітря, що, в свою чергу, збільшує швидкість танення вічної мерзлоти. Передбачається, що кратер може поступово зайняти весь схил пагорба, на якому він розташований перш ніж його зростання сповільниться.
Згідно з дослідженням 2016 року, за десятирічний період розмір кратера збільшувався в середньому на 10-15 метрів.
В 2023 році, за повідомлення агентства Reuters, на кадрах, що були зроблені за допомогою дрона, фахівці помітили танення в зв'язку з глобальним потеплінням найбільшого у світі кратера вічної мерзлоти Батагайка. Вчені зазначають, що Росія нагрівається щонайменше у 2,5 рази швидше, ніж решта світу. Це розтоплює замерзлу тундру, яка охоплює приблизно 65 % території країни, і вивільняє парникові гази, що зберігаються в талому ґрунті. Розширення кратера Батагайка є «ознакою небезпеки», повідомили в Інституті вічної мерзлоти імені Мельникова в Якутську. Водночас вчені не впевнені, наскільки швидко кратер буде розширятися. Разом з тим, в 2024 році за спостереженнями з космосу встановлено, що обсяг Батагайського кратера збільшується приблизно на 1 млн м³ щороку.

## Палеонтологічні знахідки
З 2011 року в районі Батагайки проводять дослідження співробітники Науково-дослідного інституту прикладної екології Півночі. Швидке розширення кратера оголює безліч скам'янілих матеріалів, включаючи праліси, пилок і туші тварин, таких як вівцебик, мамонт і кінь, а також інших тварин. У 2009 році тут були знайдені кістяк лошати віком 4 400 років і рештки дитинчати бізона, які збереглись у хорошому стані.
Це також дозволяє отримати уявлення про кліматичних дані за 200 тис. років.